# Manhattan Valley
Manhattan Valley est un quartier de l'Upper West Side, dans l'arrondissement de Manhattan à New York. 

## Situation et accès
Il est délimité par la 110e rue au nord, Central Park West à l'est, la 96e rue ou la 100e au sud, et Broadway à l'ouest. Le district s'appelait autrefois Bloomingdale, et ce nom est encore parfois usité. Central Park West ainsi que Broadway correspondent aux deux axes de communication principaux du quartier, qui est cependant également traversé par Amsterdam Avenue, Columbus Avenue, et Manhattan Avenue. Les deux premières traversent l'ensemble de l'Upper West Side, alors que la dernière citée est située exclusivement dans Manhattan Valley.
Manhattan Valley (littéralement « vallée de Manhattan ») est situé au cœur d'un creux qui traverse Manhattan d'est en ouest. La topographie passe ainsi d'un petit relief escarpé à l'ouest de l'actuel Central Park à une petite vallée où coulait autrefois un petit ruisseau qui reliait la Harlem Meer à l'Hudson River. Pour de nombreuses personnes, le quartier est délimité par la West 100th Street, mais une division plus naturelle tend à lui préférer la 96e rue, axe de communication majeur qui traverse Central Park d'est en ouest. La différence est toutefois purement indicative, cependant, étant donné que la zone comprise entre la 97e rue et la 100e rue est occupée par des logements sociaux, c'est pourquoi cet espace est plutôt une zone tampon, qui n'est rattachée ni au nord ni au sud de l'île.

## Historique
La vallée de Manhattan faisait partie du quartier de Bloomingdale, le nom donné aux fermes et aux maisons le long de la Bloomingdale Road le long de l'Upper West Side de Manhattan. Le Bloemendaal néerlandais a été anglicisé en « Bloomingdale » ou « le quartier de Bloomingdale », pour le côté ouest de Manhattan de la 23e Rue jusqu'à la Hollow Way (actuelle 125e Rue). À l'origine, elle se composait de fermes et de villages le long d'une route connue sous le nom de Bloomingdale Road. Bloomingdale Road a été rebaptisé The Boulevard en 1868, car les fermes et les villages ont été divisés en lots à bâtir et absorbés par la ville. 